# I pray to stop my cry
「I pray to stop my cry」（アイ・プレイ・トゥー・ストップ・マイ・クライ）は、日本の歌手、KOTOKOが2001年6月29日に発表した楽曲である。

## 概要
- この曲は、ANIMより発売されたアダルトゲーム『凌辱看護婦学院』の主題歌として書き下ろされた曲[3]で、同ゲームのOVAシリーズのエンディングテーマとしても使用された。
- 2004年の冬のツアー『KOTOKO LIVE TOUR 2004 WINTER ～冬の雫が連れて来た君が聖者だ★Happy White X'mas★～』で初披露した。
- シングルとしてリリースされず、当初はゲームソフトの付録CDとしてのみ発売され、2005年にコンピレーションアルバム『ANIM Vocal Collection』として初めて商品化された[1][4]。
- 川田まみが歌うカヴァー「I pray to stop my cry -little sea style−」は、2003年10月30日に発売されたI'veのコンピレーションアルバム『LAMENT』や2016年11月22日に発売されたベストアルバム『MAMI KAWADA BEST "F"』に収録されている。
- 2020年4月21日、ゲームソングコンピレーション『The Bible』に収録され、19年ぶりにKOTOKOのアルバムに初収録された。

## CD内容
| 全作詞: KOTOKO、全作曲: 高瀬一矢。 |                                                                  |           |                   |          |      |
| #                                  | タイトル                                                         | 作詞      | 作曲・編曲        | 歌       | 時間 |
| 1.                                 | 「I pray to stop my cry "Short Version"」                        | KOTOKO    | 高瀬一矢 [ 注 2 ] | KOTOKO   | 3:51 |
| 2.                                 | 「I pray to stop my cry "Long Version"」                         | KOTOKO    | 高瀬一矢 [ 注 3 ] | KOTOKO   | 5:23 |
| 3.                                 | 「I pray to stop my cry "Off Vocal Version"」                    | KOTOKO    | 高瀬一矢 [ 注 4 ] |          | 5:23 |
| 4.                                 | 「I pray to stop my cry -little sea style- "Short Version"」     | KOTOKO    | 高瀬一矢 [ 注 5 ] | 川田まみ | 3:14 |
| 5.                                 | 「I pray to stop my cry -little sea style- "Long Version"」      | KOTOKO    | 高瀬一矢 [ 注 6 ] | 川田まみ | 7:04 |
| 6.                                 | 「I pray to stop my cry -little sea style- "Off Vocal Version"」 | KOTOKO    | 高瀬一矢 [ 注 7 ] |          | 7:04 |
| 合計時間:                          | 合計時間:                                                        | 合計時間: | 31:59             |          |      |

## 収録アルバム一覧
| 曲名                  | 収録作品名                                  | 作品種類    | 発売日         | 備考               |
| --------------------- | ------------------------------------------- | ----------- | -------------- | ------------------ |
| I pray to stop my cry | 凌辱痴漢地獄 Special sound track            | CD          | 2002年2月15日  |                    |
| I pray to stop my cry | TECH GIAN 2002年2月号                       | mp3ファイル | 2002年2月      | ショートバージョン |
| I pray to stop my cry | PUSH!! 2002年5月号                          | mp3ファイル | 2002年2月      | ショートバージョン |
| I pray to stop my cry | ANIM MUSIC DISC ～I've SOUND SERIES～       | CD          | 2003年3月1日   |                    |
| I pray to stop my cry | ANIM Vocal Collection                       | CD          | 2005年7月27日  |                    |
| I pray to stop my cry | I've MANIA Tracks Vol.III                   | CD          | 2010年12月29日 |                    |
| I pray to stop my cry | I've C-VOX 2000-2014                        | CD          | 2017年12月29日 |                    |
| I pray to stop my cry | KOTOKO's GAME SONG COMPLETE BOX "The Bible" | CD          | 2020年4月21日  |                    |

## 収録ライブ映像
I pray to stop my cry
- 『KOTOKO LIVE TOUR 2004 WINTER〜冬の雫が連れて来た君が聖者だ★Happy White X'mas★〜』
- 『KOTOKO LIVE TOUR 2018 "tears cyclone -廻-"』

I pray to stop my cry -little sea style-
- 『MAMI KAWADA FIRST LIVE TOUR“SEED”LIVE&LIFE vol.1』
- 『MAMI KAWADA FINAL F∀N FESTIVAL "F"』※KOTOKOとの共演

## カヴァー
- 2001年11月29日 - MAKO - I'veのリミックスEP『C-LICK I'VE REMIX STYLE 2002』に「I pray to stop my cry -NINE BALL MIX-」として収録されている。
- 2016年12月29日 - 水谷瑠奈（NanosizeMir） - コンピレーションアルバム『I've × Key Collaboration Album』に収録されている。
- 2021年11月22日 - RINA -ミニアルバム『Céleste』に「I pray to stop my cry -White little devil mix-」として収録されている。